# Symplectoscyphus trimucronatus
Symplectoscyphus trimucronatus är en nässeldjursart som först beskrevs av George James Allman 1885.  Symplectoscyphus trimucronatus ingår i släktet Symplectoscyphus och familjen Sertulariidae. Inga underarter finns listade i Catalogue of Life.